# Kanton Pierrelatte
Kanton Pierrelatte is een voormalig kanton van het Franse departement Drôme. Het kanton maakte deel uit van het arrondissement Nyons. Het werd opgeheven bij decreet van 20 februari 2014 met uitwerking op 22 maart 2015.

## Gemeenten
Het kanton Pierrelatte omvatte de volgende gemeenten:
- Donzère
- La Garde-Adhémar
- Les Granges-Gontardes
- Pierrelatte (hoofdplaats)